# Opposite Sex
Pour le film musical homonyme, voir Le Sexe opposé.
Opposite Sex (litt. : « sexe opposé ») est une série télévisée américaine en huit épisodes de 43 minutes créée par Abby Kohn et Marc Silvertein et diffusée entre le 17 juillet et le 4 septembre 2000 sur le réseau Fox.
Cette série est inédite dans les pays francophones.

## Synopsis
Cary, Jed et Phil sont trois jeunes garçons qui intègrent l'académie d'Evergreen. Seuls hommes de l'école, ils vont devoir gérer quiproquos et remarques sexistes de la part des filles. 

## Distribution
- Milo Ventimiglia : Jed Perry
- Kyle Howard (en) : Phil Stephan
- Chris Evans : Cary Baston
- Allison Mack : Kate
- Margot Finley : Miranda Mills
- Lindsey McKeon : Stella
- Chris McKenna : Rob
- Christopher Cousins : Will Perry
- Paul Fitzgerald : Beau
- Garcelle Beauvais : Mlle Bradley
- Chris Hogan : M. Oslo
- Rena Sofer : Mlle Gibson

## Épisodes
1. Pilot
2. The Virgin Episode
3. The Drug Episode
4. The Homosexual Episode
5. The Dance Episode
6. The Field Trip Episode
7. The Fantasy Episode
8. The Car Episode